# Hospitalia hispanata
Hospitalia hispanata är en fjärilsart som beskrevs av Fernandez 1931. Hospitalia hispanata ingår i släktet Hospitalia och familjen mätare. Inga underarter finns listade i Catalogue of Life.